# La Route impériale
Pour plus de détails, voir Fiche technique et Distribution.
La Route impériale est un film français réalisé par Marcel L'Herbier, sorti en 1935.

## Synopsis
Irak, 1935. Un régiment de l'armée britannique, dirigé par le colonel Stark, défend la Route des Indes attaquée par des rebelles. Innocenté dans une affaire de trahison, le lieutenant Brent prête main-forte contre eux. Mais il découvre que l'épouse du colonel, Joyce, est une femme qu'il a aimée dans le passé. Et leur amour est toujours réciproque et fort.

## Fiche technique
- Titre français : La Route impériale
- Réalisation : Marcel L'Herbier, assisté de Eve Francis
- Scénario : Marcel L'Herbier, d'après un roman de Pierre Frondaie, La Maison cernée.
- Dialogues : Serge Véber et Marcel L'Herbier
- Décors : Robert Gys
- Photographie : Michel Kelber et Louis Née
- Musique : Marius-François Gaillard
- Sociétés de production : Films Union et La Société des Films Sirius
- Société de distribution : Compagnie française de distribution cinématographique (CFDC)
- Pays :  France
- Format : Noir et blanc - Son mono - 1,37:1
- Genre : drame
- Durée : 98 min
- Date de sortie : 
  - France :	15 octobre 1935
- Affiche : Jacques Bonneaud (France)

## Distribution
- Käthe von Nagy : Joyce
- Pierre Richard-Willm : Brent
- Jaque-Catelain : Dan
- Pierre Renoir : le major Hudson
- Aimé Clariond : Colonel Stark
- Kissa Kouprine : Alia
- Jean Forest : Lieutenant Drake
- Jean Gobet : le barman
- Paul Escoffier : le colonel Simpson
- Marcel Charvey : un maître d'hôtel
- André Nicolle